# III Liceum Ogólnokształcące im. Samuela Bogumiła Lindego w Toruniu
III Liceum Ogólnokształcące im. Samuela Bogumiła Lindego w Toruniu – szkoła ponadpodstawowa, założona w 1948 roku w Toruniu. Mieści się przy ul. Leona Raszei 1. Dyrektorem szkoły jest Andrzej Więckowski, wicedyrektorem Tomasz Knut.

## Historia
Początki szkoły sięgają 1948 roku, kiedy to otworzono 11-letnią szkołę rozwojową (7-klasową szkołą podstawową i 4-klasowe liceum). Jej pierwszym dyrektorem został Gustaw Wawrzyński. Mieściła się ona w modernistycznym budynku na Stawkach. W 1958 roku szkole nadano imię Samuela Bogumiła Lindego. W 1966 roku, w wyniku reformy oświatowej, szkołę rozdzielono na dwie osobne placówki – Szkołę Podstawową nr 14 i III Liceum Ogólnokształcące. W roku szkolnym 1970/1971 w III LO pierwszy raz dokonano podziału klas na profile: humanistyczny, matematyczno–fizyczny i geograficzny. Od 1 września 1983 roku szkoła, jako pierwsza w Toruniu, rozpoczęła edukację uczniów niepełnosprawnych ruchowo.
W 1991 roku szkołę przeniesiono do nowego budynku. Przeniesienie szkoły spotkało się z protestami. W latach 2007–2012 szkoła funkcjonowała jako Zespół Szkół Ogólnokształcących nr 3 (wraz z Gimnazjum nr 30). Po wygaśnięciu gimnazjum szkoła wróciła do poprzedniej nazwy. Do 2018 roku szkołę opuściło 6,5 tys. absolwentów, pracowało 364 nauczycieli i 69 pracowników szkoły.

## Absolwenci
- bp Wojciech Polak – Prymas Polski[6]
- Jarosław Felczykowski – aktor Teatru im. Wilama Horzycy w Toruniu[4]
- Anna Antonowicz – aktorka[4]